# Toxoplasma gondii
Toxoplasma gondii – gatunek chorobotwórczego pierwotniaka z rodzaju Toxoplasma wywołującego u zwierząt toksoplazmozę, która u człowieka wywołuje chorobę odzwierzęcą (zoonozę).
Trofozoit jest kształtu półksiężycowatego o długości około 4–6 μm, szerokości 2–3 μm. Jeden z końców jest szerszy i zaokrąglony, drugi zaostrzony. Jądro komórkowe występuje bliżej zaokrąglonego końca, w pobliżu ostrego końca zlokalizowana jest wodniczka.
T. gondii jest pasożytem kosmopolitycznym. Występuje u około 200 gatunków ptaków i ssaków, ale żywicielem ostatecznym są kotowate, w których przewodzie pokarmowym pasożyt rozmnaża się płciowo tworząc oocysty. Oocysty są wydalane z odchodami i zjadane przypadkowo przez inne zwierzęta, w tym gryzonie. Wtedy pasożyt tworzy cysty w różnych narządach, między innymi w układzie nerwowym. Cykl życiowy pasożyta zamyka się, gdy zakażone zwierzę (szczur lub mysz) zostanie zjedzone przez kota. T. gondii wpływa na zachowanie żywiciela, między innymi powodując, że gryzonie przestają się bać zapachu kota. Zmiany w zachowaniu utrzymują się nawet po wytępieniu pasożyta (poniżej 200 komórek w mózgu żywiciela), co może sugerować, że T. gondii powoduje trwałe zmiany w strukturze mózgu.
Zarażenie toksoplazmozą u ludzi odbywa się drogą bezpośrednią np. przez zjedzenie brudnych warzyw zawierających cysty lub pośrednią przez zjedzenie niedogotowanego mięsa, możliwe jest także przekazanie zakażenia z kobiety na płód przez łożysko, bądź w wyniku kontaktu z odchodami kota który jest nosicielem.
Badania przeprowadzone w 2015 roku przez Jaroslava Flegra potwierdziły, iż osoby zakażone toksoplazmozą przejawiają większą skłonność do działań impulsywnych i ryzykownych zachowań. Potwierdzono również związek występowania toksoplazmozy u ludzi z większą podatnością na różnego rodzaju uzależnienia (zażywanie narkotyków, spożywanie alkoholu itp.).
Profilina należąca do Toxoplasma gondii jest jedynym odkrytym PAMP należącym do pierwotniaków, wykrywanym przez mysie receptory toll-podobne.